# James Lucas
James Lucas é um roteirista anglo-neozelandês. Foi indicado ao Oscar de melhor curta-metragem em live action na edição de 2015 pela realização da obra The Phone Call, ao lado de Mat Kirkby.

## Prêmios e indicações
- Venceu: Oscar de melhor curta-metragem em live action - The Phone Call (2014)